# Norfolk (circonscription du Parlement européen)
Pour les articles homonymes, voir Norfolk.
Le Norfolk était une circonscription du Parlement européen couvrant une grande partie du comté du Norfolk en Angleterre.
Avant l’adoption uniforme de la représentation proportionnelle en 1999, le Royaume-Uni utilisait le système uninominal à un tour pour les élections européennes en Angleterre, en Écosse et au pays de Galles. Les conscriptions du Parlement européen utilisées dans ce système étaient plus petites que les circonscriptions régionales les plus récentes et ne comptaient chacune qu'un seul membre au Parlement européen. Il a été remplacé par la région de l' Est de l'Angleterre .

## Limites
Lors de sa création en 1979, il se composait des circonscriptions parlementaires du Parlement de Westminster de North Norfolk, North West Norfolk, South Norfolk, South West Norfolk, Norwich North, Norwich South et Yarmouth.
Après les modifications des limites de 1984 basées sur les nouvelles circonscriptions parlementaires britanniques créées en 1983, elle se composait des circonscriptions de Great Yarmouth, Mid Norfolk, North Norfolk, North West Norfolk, Norwich North, Norwich South, South Norfolk and South West Norfolk.
1994 a vu d'autres changements de limites et la circonscription se composait désormais de Great Yarmouth, Mid Norfolk, North Norfolk, North West Norfolk, Norwich North, Norwich South and South Norfolk. South West Norfolk a été transféré dans la circonscription de Suffolk and South West Norfolk.
L'ensemble de la région est devenu une partie de la circonscription de l'Est de l'Angleterre en 1999.

## Membre du Parlement européen
| Élection | Élection | Membre                                                               | Parti                                                                |
| -------- | -------- | -------------------------------------------------------------------- | -------------------------------------------------------------------- |
|          | 1979     | Paul Howell                                                          | Conservateur                                                         |
| 1984     |          | Paul Howell                                                          | Conservateur                                                         |
| 1989     |          | Paul Howell                                                          | Conservateur                                                         |
|          | 1994     | Clive Needle                                                         | Travailliste                                                         |
|          | 1999     | circonscription abolie, partie de l'East of England à partir de 1999 | circonscription abolie, partie de l'East of England à partir de 1999 |

## Résultats des élections
Les candidats élus sont indiqués en gras.
| Parti         | Parti                                  | Candidat      | Voix    | %    | ± |
| ------------- | -------------------------------------- | ------------- | ------- | ---- | - |
|               | Conservateur                           | Paul Howell   | 102,981 | 59,8 | ' |
|               | Travailliste                           | H Gray        | 52,406  | 30,4 |   |
|               | Liberal                                | E B S Baxter  | 16,805  | 9,8  |   |
| Majorité      | Majorité                               | Majorité      | 50,575  | 29,4 |   |
| Participation | Participation                          | Participation | 172,192 | 34,1 |   |
|               | Conservateur vainqueur (nouveau siège) |               |         |      |   |

| Parti         | Parti                | Candidat             | Voix    | %    | ±     |
| ------------- | -------------------- | -------------------- | ------- | ---- | ----- |
|               | Conservateur         | Paul Howell          | 95,459  | 49,8 | −10.0 |
|               | Travailliste         | A E B Heading        | 58,602  | 30,5 | +0.1  |
|               | Social Démocratique  | L V Williams         | 37,703  | 19,7 | New   |
| Majorité      | Majorité             | Majorité             | 36,857  | 19,3 | -10.1 |
| Participation | Participation        | Participation        | 191,764 | 35,3 | +1.2  |
|               | Conservateur retenir | Conservateur retenir | Swing   | −5.1 |       |

| Parti         | Parti                | Candidat             | Voix    | %    | ±     |
| ------------- | -------------------- | -------------------- | ------- | ---- | ----- |
|               | Conservateur         | Paul Howell          | 92,385  | 42,3 | −7.5  |
|               | Travailliste         | M E Page             | 71,478  | 32,7 | +2.2  |
|               | Green                | M G Filgate          | 40,575  | 18,6 | New   |
|               | SLD                  | R A Lawes            | 8,902   | 4,1  | −15.6 |
|               | SDP                  | S D Maxwell          | 4,934   | 2,3  | New   |
| Majorité      | Majorité             | Majorité             | 20,907  | 9,6  | -9.7  |
| Participation | Participation        | Participation        | 218,274 | 37,8 | +2.5  |
|               | Conservateur retenir | Conservateur retenir | Swing   | −4.9 |       |

| Parti         | Parti                                   | Candidat                                | Voix    | %     | ±     |
| ------------- | --------------------------------------- | --------------------------------------- | ------- | ----- | ----- |
|               | Travailliste                            | Clive Needle                            | 102,711 | 45,2  | +12.5 |
|               | Conservateur                            | Paul Frederick Howell                   | 76,424  | 33,6  | −8.7  |
|               | Libéral Démocrate                       | Paul Burall                             | 39,107  | 17,2  | +13.1 |
|               | Green                                   | Adrian Holmes                           | 7,938   | 3,5   | −15.1 |
|               | Natural Law                             | Bryan Parsons                           | 1,075   | 0,5   | New   |
| Majorité      | Majorité                                | Majorité                                | 26,287  | 11,6  | N/A   |
| Participation | Participation                           | Participation                           | 227,255 | 44,3  | +6.5  |
|               | Travailliste vainqueur sur Conservateur | Travailliste vainqueur sur Conservateur | Swing   | +10.6 |       |